# Trypanidius andicola
Trypanidius andicola es una especie de escarabajo longicornio del género Trypanidius, tribu Acanthocinini, subfamilia Lamiinae. Fue descrita científicamente por Blanchard en 1847.

## Descripción
Mide 14-21 milímetros de longitud.

## Distribución
Se distribuye por Bolivia, Brasil, Colombia, Ecuador, Guayana Francesa, Perú y Venezuela.